# كريستينا كوريلز
كريستينا كوريلز (بالإسبانية: Cristina Corrales)‏ هي صحفية بوليفية، ولدت في 5 ديسمبر 1962 في لاباز في بوليفيا، وتوفي بنفس المكان في 30 أبريل 2010.